# Racing de Santander
A Real Racing Club de Santander, S.A.D., általában rövidebben Racing Santander, spanyol labdarúgócsapat Santanderben, Kantábriában. 1913. június 14-én alapították és 1914 óta viselheti a Real (Királyi) jelzőt. 
A Racing először az 1928–29-es idényben szerepelt a spanyol élvonalban, a Spanyol bajnokságban, és bár akkor a tabella utolsó helyén végeztek, mégsem estek ki. 1931-ben ezüstérmes volt a csapat a bajnokságban az Athletic Bilbao mögött, ez az eredmény azóta is a csapat rekordja.
1938 és 1973 között a klub a politikai állapotok miatt a Real Sociedad Deportiva Santander nevet használta, a Franco-korszak elmúltával visszakapta eredeti nevét.
Több éves élvonalbeli szereplés után a 2011-2012-es szezonban az utolsó helyen végeztek, így kiestek az első osztályból. A 2012-2013-as évadban a másodosztályból is kiesett a csapat, így a 2013-2014-es kiírást csak a harmadosztályban kezdhették meg.

## Stadion
A Racing Santander hazai mérkőzéseit a Campos de Sport del Sardinero stadionban játssza, röviden az „El Sardinero”-ban. A stadiont jelenlegi állapotában 1988. augusztus 20-án adták át. Kizárólag ülőhelyek találhatók a stadionban, melynek befogadóképessége 22 500 fő.

## Korábbi játékosok
| - Medi Laszen - Aldo Duscher - Ezequiel Garay - Lionel Scaloni - Gabriel Schürrer - Andrej Zigmantovics - Erwin Lemmens - Felipe Melo - Henrique - Mohammed Tchité - Mauricio Pinilla - Léider Preciado - Rodolfo Bodipo - Aléxandrosz Dziólisz | - Omri Afek - Dudu Aouate - Josszí Benájún - Luis de la Fuente - Giovani dos Santos - Gerardo Torrado - Mutiu Adepoju - Sigurd Rushfeldt - Euzebiusz Smolarek - Vítor Damas - Liam Buckley - Marcel Sabou - Vlagyimir Beszcsasztnih - Ilsat Fajzulin | - Dmitrij Popov - Dmitrij Radcsenko - Szergej Susztyikov - Nikola Žigić - Nasief Morris - Álvaro Cervera - José Emilio Amavisca - Juan Carlos Arteche - Sergio Canales - José María Ceballos - Gonzalo Colsa - Francisco Gento - Luis García - Javi Guerrero | - Enrique Larrinaga - Juan Carlos - Javier Manjarín - Marcos Alonso - Vicente Miera - Fernando Morán - José Moratón - Pedro Munitis - Ismael Ruiz - Salva - Juan Antonio Sañudo - Quique Setién - Toño | - Kennedy Bakircioglu - Olof Mellberg - Markus Rosenberg - Fabio Coltorti - Mehdi an-Nafti - Nelson Abeijón - Fernando Correa - Federico Magallanes - Mario Regueiro - Cristhian Stuani - Washington Tais - José Zalazar - Carlos Bocanegra - Julio Álvarez |

## Játékoskeret
2018. augusztus 26-tól 
| # |     | Poszt | Név             |
| - | --- | ----- | --------------- |
|   | ESP | K     | Iván Crespo     |
|   | ESP | K     | Jagoba Zárraga  |
|   | ESP | V     | Aitor Buñuel    |
|   | ESP | V     | Jordi           |
|   | ESP | V     | Miguel Gándara  |
|   | ESP | V     | Julen Castañeda |
|   | ESP | V     | Iñaki Olaortua  |
|   | ESP | V     | Óscar Gil       |
|   | ESP | V     | Rulo            |
|   | ESP | KP    | Antonio Tomás   |
|   | ESP | KP    | Alberto Cayarga |
|   | ESP | KP    | Álvaro Cejudo   |

| # |     | Poszt | Név               |
| - | --- | ----- | ----------------- |
|   | ESP | KP    | Rafael de Vicente |
|   | FRA | KP    | Enzo Lombardo     |
|   | BEL | KP    | Ritchie Kitoko    |
|   | ESP | KP    | Quique Rivero     |
|   | ESP | KP    | Sergio Ruiz       |
|   | ESP | CS    | César Díaz        |
|   | ESP | CS    | Daniel Segovia    |
|   | ESP | CS    | Jon Ander         |
|   | ESP | CS    | Juanjo Expósito   |
|   | ESP | CS    | Mario Soberón     |